# Kim Wall
Kim Isabel Fredrika Wall (Trelleborg, Escania; 23 de marzo de 1987-Refshaleøen, Copenhague; 10 u 11 de agosto de 2017) fue una periodista independiente sueca asesinada por el inventor danés Peter Madsen a bordo del UC3 Nautilus, un minisubmarino privado propiedad del inventor. El 11 de agosto de 2017, el minisubmarino se hundió bajo circunstancias sospechosas después de que Wall fuera reportada desaparecida; Madsen fue rescatado después. Diez días más tarde, el torso de Wall fue encontrado cerca de la ciudad portuaria danesa de Køge. Madsen fue acusado del asesinato de Wall, juzgado y condenado a cadena perpetua.

## Primeros años y educación
Wall creció en Trelleborg, en la región de Escania, al sur de Suecia. Estudió relaciones internacionales en la London School of Economics, graduándose con un título de grado. Continuó con estudios de posgrado en periodismo y asuntos internacionales en la Universidad de Columbia en la ciudad de Nueva York.

## Carrera
Wall trabajó como periodista independiente. Su trabajo fue publicado en The Guardian, The New York Times, Harper's Magazine y la revista Time. En 2016, fue galardonada con el Premio Hansel Mieth al Mejor Reportaje Digital por su trabajo sobre el cambio climático y pruebas nucleares en las Islas Marshall.

## Asesinato
En la noche del 10 de agosto de 2017, alrededor de las 19:00 hora local (UTC+2), Wall fue a Refshaleøen, Copenhague, Dinamarca, y abordó el submarino UC3 Nautilus para entrevistar a su propietario, el inventor danés Peter Madsen. Estaba previsto que el UC3 Nautilus navegase desde Copenhague a la isla de Bornholm para una exhibición al día siguiente. Sin embargo, Madsen envió un mensaje de texto notificando a su tripulación que el viaje había sido cancelado. Cuando Wall y Madsen no pudieron regresar al puerto a la hora acordada, el novio de Wall alertó a las autoridades en las primeras horas del 11 de agosto y se inició una operación de búsqueda por tierra y mar en el puerto del estrecho de Øresund.
A las 10:30 del 11 de agosto, se hizo contacto visual con el UC3 Nautilus en el faro de Drogden en la bahía de Køge, después de lo cual se estableció el contacto por radio. Según Madsen, el submarino estaba en curso hacia el puerto. Unos treinta minutos más tarde, el buque se hundió de repente y Madsen fue rescatado por un barco privado, que lo transportó al puerto. La policía sueca declaró posteriormente a Wall desaparecida. Más tarde ese mismo día, la policía danesa acusó a Madsen de asesinato, sospechando que había hundido intencionalmente el UC3 Nautilus para ocultar o destruir pruebas. Madsen negó los cargos y declaró que dejó a Wall en tierra en Refshaleøen alrededor de las 22:30 de la noche anterior.
El UC3 Nautilus quedó sumergido a una profundidad de 7 metros (23 pies), donde fue abordado por buceadores. Sin embargo, no fue posible acceder al interior del UC3 Nautilus en esas condiciones, por lo que se contrató a un buque de carga especializado para reflotar el submarino y permitir poder continuar con la investigación del homicidio.
El 12 de agosto, Madsen dijo en un tribunal a puerta cerrada que enterró a Wall en el mar después de un accidente. El 14 de agosto, la policía declaró que el submarino no se hundió por accidente sino por un acto deliberado. Siete días más tarde, el torso de una mujer fue encontrado por un ciclista en el área donde el UC3 Nautilus se hundió. La policía identificó el cuerpo como el de Wall el 23 de agosto e indicó que había sido «deliberadamente mutilado». El 6 de octubre, dos buzos de la policía encontraron en la bahía de Køge dos bolsas de plástico con la cabeza, piernas y ropa de Wall, además de un cuchillo. Las bolsas habían sido lastradas con piezas de metal. En una conferencia de prensa al día siguiente, la policía anunció que una autopsia realizada sobre los restos no había determinado la causa de la muerte, y que su cabeza no mostraba signos de fracturas o traumatismo cerrado. El 30 de octubre, la policía anunció que Madsen había afirmado que Wall murió por intoxicación por monóxido de carbono a bordo del submarino y que él había desmembrado su cuerpo.
La policía encontró en el ordenador personal de Madsen vídeos aparentemente reales de mujeres siendo torturadas y asesinadas, además encontraron a bordo del submarino cuchillos, destornilladores y bridas de plástico. El juicio por el crimen tuvo lugar en la primavera de 2018, como resultado el inventor fue declarado culpable por tortura y asesinato, finalmente fue condenado a cadena perpetua.